# Sammenslutningen af liberale og venstreorienterede
Sammenslutningen af liberale og venstreorienterede (islandsk: Samtök frjálslyndra og vinstrimanna) var et islandsk politisk parti, dannet af udbrydere fra Folkealliancen (Alþýðubandalagið) i 1969.
Hovedmændene bag partiet var Folkealliancens stifter og formand 1956-68 Hannibal Valdimarsson og altingsmanden Björn Jónsson, der begge var modstandere af folkealliancens omdannelse fra et brdet valgforbund af venstreorienterde og socialliberale NATO-modstandere til et egentligt socialistisk parti i 1968.  
Partiet blev stiftet i efteråret 1969 med Hannibal Valdimarsson som formand og Bjarni Guðnason som næstformand. 
Ved altingsvalget 1971 fik partiet fem mandater. Sammenslutningen deltog derefter i Ólafur Jóhannessons regering 1971-74 sammen med Fremskridtspartiet og Socialdemokraterne, hvor de fik to ministerposter, der tilfaldt med Hannibal Valdimarsson (1971-73), Björn Jónsson (1973-74) og Magnús Torfi Ólafsson (1971-74). Bjarni Guðnason opsagde imidlertid sin støtte til ministeriet i 1973. I maj 1974 forlod Björn Jónsson regeringen og gik sammen med Hannibal Valdimarsson og Karveli Pálmason i opposition, hvilket gjorde, at regeringen mistede sit flertal og måtte udskrive nyvalg. Vælgerne straffede Sammenslutningen ved at reducere partiet til to mandater, hvoraf den ene var Magnús Torfi Ólafsson, der var forblevet i regeringen.
Partiet stillede op til altingsvalget 1978, men kom ikke ind og blev kort efter nedlagt. Dets største langvarge betydning var sandsynligvis, at den senere formand for Folkealliancen og præsident gennem tyve år Ólafur Ragnar Grímsson og senere formand for Islands Socialdemokratiske Parti og mangeårige udenrigsminister Jón Baldvin Hannibansson begge fik deres politiske debut i Sammenslutningen, da de blev valgt som suppleanter til Altinget i 1974, og begge var indkaldt i længere tid i første halvdel af valgperioden. Ólafur Ragnar var desuden forretningsfører for partiet 1974 til 1976. 

## Valgresultater
| Valg | Antal stemmer | Stemmeandel i % | +/–  | Mandater | +/– |
| ---- | ------------- | --------------- | ---- | -------- | --- |
| 1971 | 9 395         | 8,9             |      | 5        | +5  |
| 1974 | 5 245         | 4,6             | -4,3 | 2        | -3  |

## Altingsmænd
- Hannibal Valdimarsson (1971-74)
- Björn Jónsson (1971-74)
- Magnús Torfi Ólafsson (1971-78)
- Bjarni Guðnason (1971-74)
- Karvel Pálmason (1971-78)